# تریستور کنترل‌شده با نیمه‌رسانای اکسید فلز

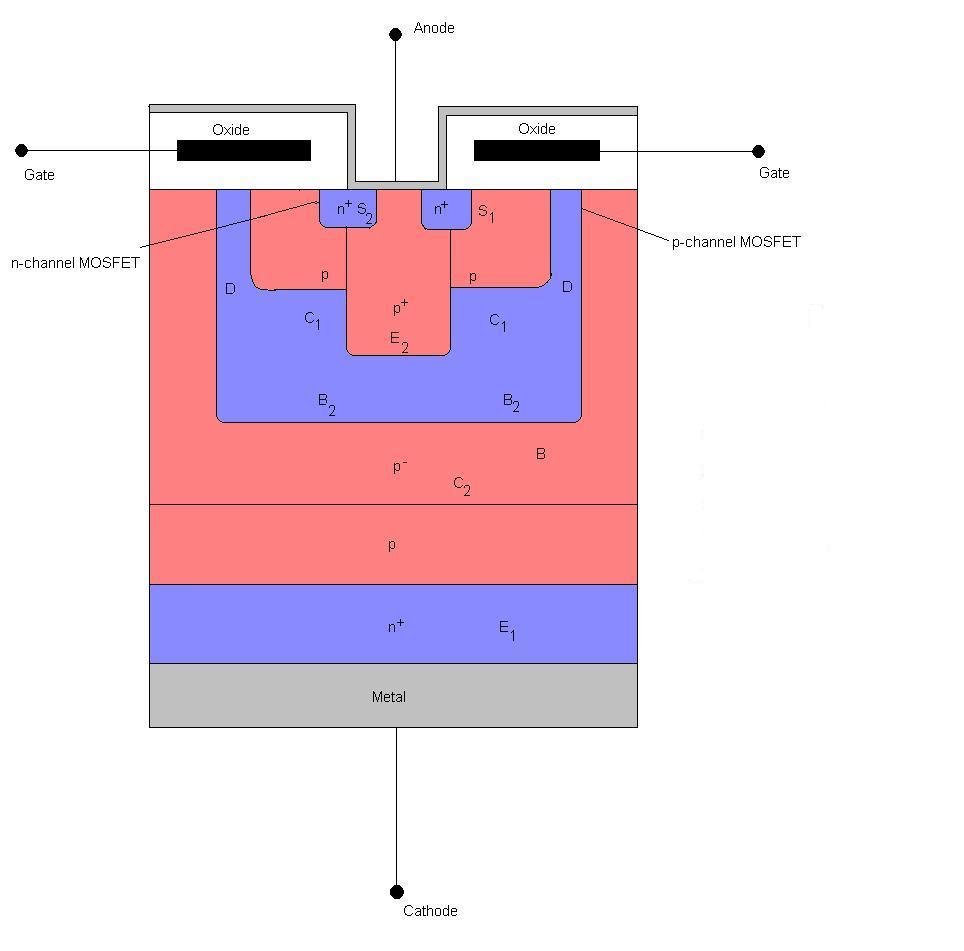
طرح‌واره‌ای از یک تریستور کنترل‌شده با مُس

مدارمعادل یک ام‌سی‌تی

تریستور کنترل‌شده با نیمه‌رسانای اکسید فلز یا اِم‌سی‌تی (به انگلیسی: MOS Controlled Thyristor یا MCT)، نوعی تریستور است که ویژگی‌های ترانزیستورهای اثر میدان و تریستور را همزمان در خود دارد. این تریستورها را می‌توان با دروازه‌ای مشابه دروازهٔ مسفتها خاموش و روشن نمود. ام‌سی‌تی‌ها دارای di/dt بالا(حدود ۱۰۰۰ آمپر بر میکروثانیه)، افت ولتاژ کم (حدود ۱ ولت)، و زمان خاموشی کوتاه (حدود ۱.۵ ثانیه) هستند. dv/dt در ام‌سی‌تی‌ها حدود ۵۰۰۰ ولت بر میکروثانیه است. با توجه به این ویژگی‌ها ام‌سی‌تی‌ها برای کلیدزنی بسیار مناسبند.